# Kobresia duthiei
Kobresia duthiei är en halvgräsart som beskrevs av Charles Baron Clarke. Kobresia duthiei ingår i släktet sävstarrar, och familjen halvgräs. Inga underarter finns listade i Catalogue of Life.